# Taotie

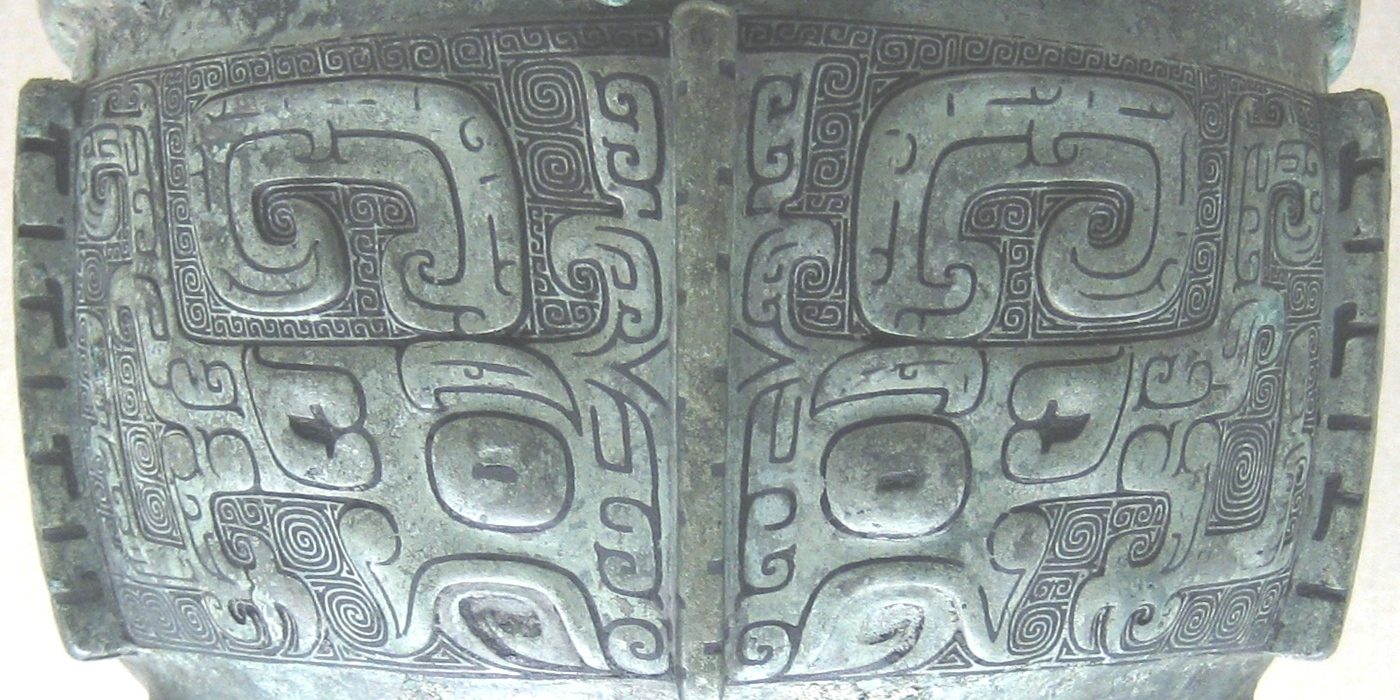
Taotie su un recipiente di bronzo di tipologia ding, tarda dinastia Shang

Il taotie (cinese: 饕餮S, tāotièP, t'ao t'iehW; coreano: 도철, dochel; giapponese: tōtetsu) è una decorazione cinese comunemente trovata sui vasi rituali dei periodi dinastici Shang e Zhou, chiamato "maschera d'orco" dagli storici dell'arte. Questa decorazione, rappresentata anche dagli scultori, vasai e ceramisti, ma soprattutto su bronzo, rappresenta un volto zoomorfico e simmetrico visto frontalmente. Alcuni sostengono che il motivo è derivante dalla giada neolitica della cultura di Liangzhu del fiume Chang Jiang (3310-2250 a.C.). Nella mitologia cinese, uno dei Nove Draghi (龍生九子T, lóngshēngjiǔzǐP) porta il nome di Taotie, forse il suo nome deriva proprio da questa decorazione. Si sostiene che venisse associato a un clan regnante nella Cultura di Erligang. 

## Caratteristiche
Al contrario di Ortro, il cane che custodiva le greggi di Gerione (con due teste e un corpo) ucciso da Ercole, il t'ao-t'ieh presenta generalmente una smisurata testa da cui due corpi vengono proiettati. Solitamente viene rappresentato con sei zampe, in quanto quelle anteriori servono per entrambi i corpi; la testa può essere di drago, tigre, o uomo. In cinese "taotie" vuol dire ghiottone, e simboleggia la frugalità.